# Simojoki
Simojoki je řeka ve finské provincii Laponsko. Měří 172 km (některé zdroje uvádějí 193 km) a je desátou nejdelší řekou Finska. Její povodí má rozlohu 3 175 km². Na dolním toku dosahuje řeka šířky až 150 metrů.
Vytéká z jezera Simojärvi v obci Ranua a vlévá se do Botnického zálivu u města Simo. Na svém toku překonává výškový rozdíl 176 m. Jejími přítoky jsou Suhankojoki, Ruonajoki a Tainijoki, v ústí řeky se nachází ostrov Kuralanletto. Dolní tok Simojoki s peřejemi Suukoski, Mertakoski, Pyttykoski, Vääräkoski a Harrikoski je vyhledávanou lokalitou pro muškaření. V řece žije početná autochtonní populace lososa obecného, vyskytují se zde také lipani a štiky. Provozuje se zde také rekreační kanoistika. Po druhé světové válce bylo koryto řeky vybagrováno, aby se usnadnilo plavení dřeva z laponského vnitrozemí. Simojoki byla zařazena do programu Natura 2000 a v letech 2002–2007 proběhla revitalizace toku.